# فوررپرینزیپ

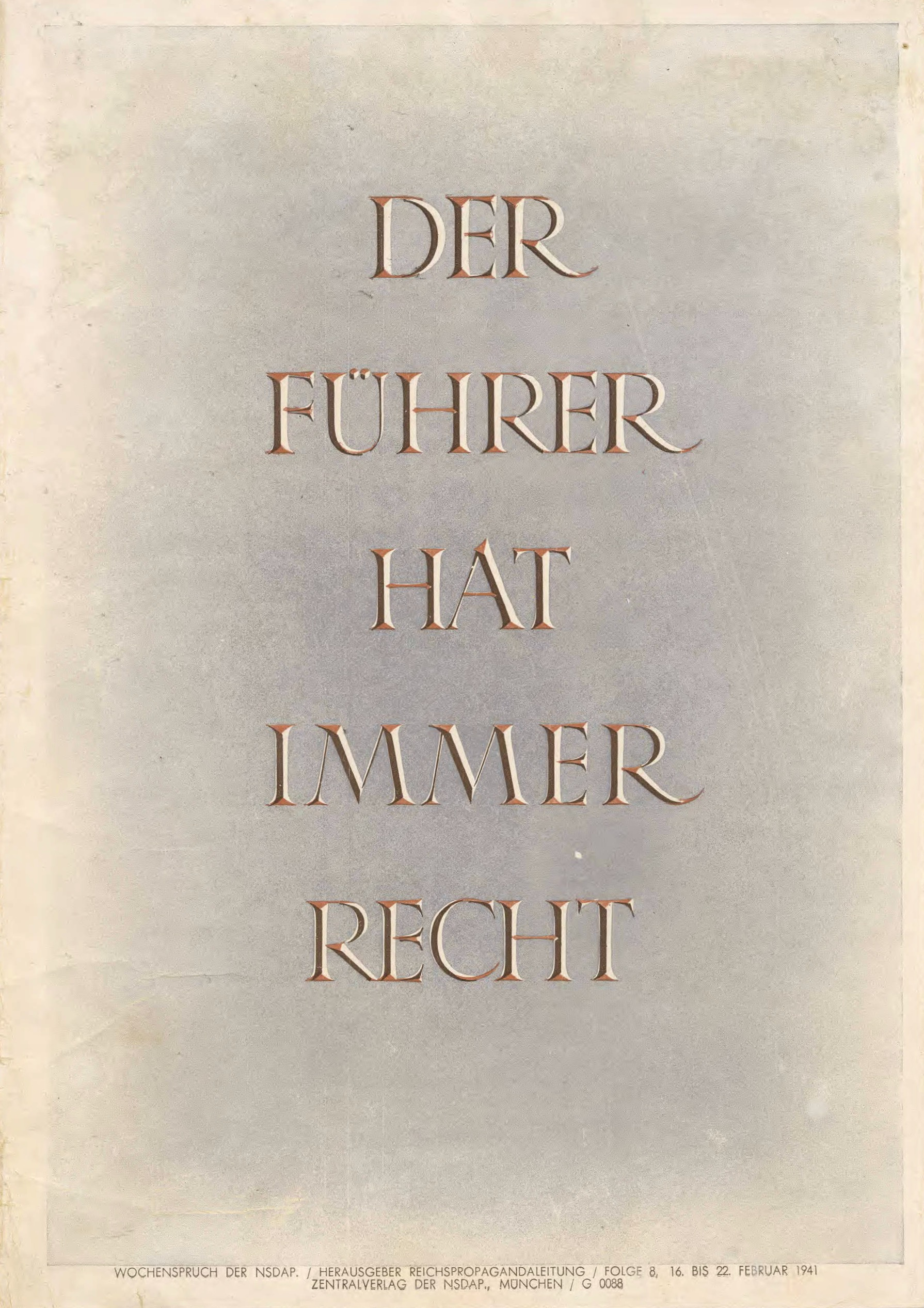
پوستر رسمی از سری بیانیهٔ هفتگی حزب نازی، ۱۶ فوریه ۱۹۴۱. در این کتیبه آمده است: «پیشوا همیشه راست می‌گوید.»

فوررپرینزیپ (تلفظ در آلمانی: [ˈfy:ʀɐpʀɪnˌtsi:p] ، اصل رهبر) اساس اقتدار اجرایی در دولت آلمان نازی بود. این کلمه پیشوا را بالاتر از همهٔ قوانین مکتوب قرار می‌داد و به این معنی بود که سیاست‌ها، تصمیمات و مقامات دولتی همگی در خدمت ارادهٔ او هستند. در عمل، فوهرر پرینزیپ به آدولف هیتلر قدرتی عالی را بر ایدئولوژی و سیاست‌های حزب سیاسی خود داد. این شکل از دیکتاتوری شخصی ویژگی اساسی نازیسم بود. خود دولت «اقتدار سیاسی» را از هیتلر دریافت کرد و اصل رهبر تصریح کرد که تنها آنچه پیشوا «فرمان می‌دهد، اجازه می‌دهد یا اجازه نمی‌دهد، وجدان ماست» و رهبران حزب متعهد به «وفاداری ابدی به آدولف هیتلر» هستند.